# سیارک ۴۹۱۱
سیارک ۴۹۱۱ (به انگلیسی: 4911 Rosenzweig، نامگذاری:1953UD) چهار هزار و نهصد و یازدهمین سیارک کشف شده‌است که در ۱۶ اکتبر ۱۹۵۳ کشف شد.
قدر مطلق سیارک برابر ۱۲٫۵۰ است.